# Mengazzino

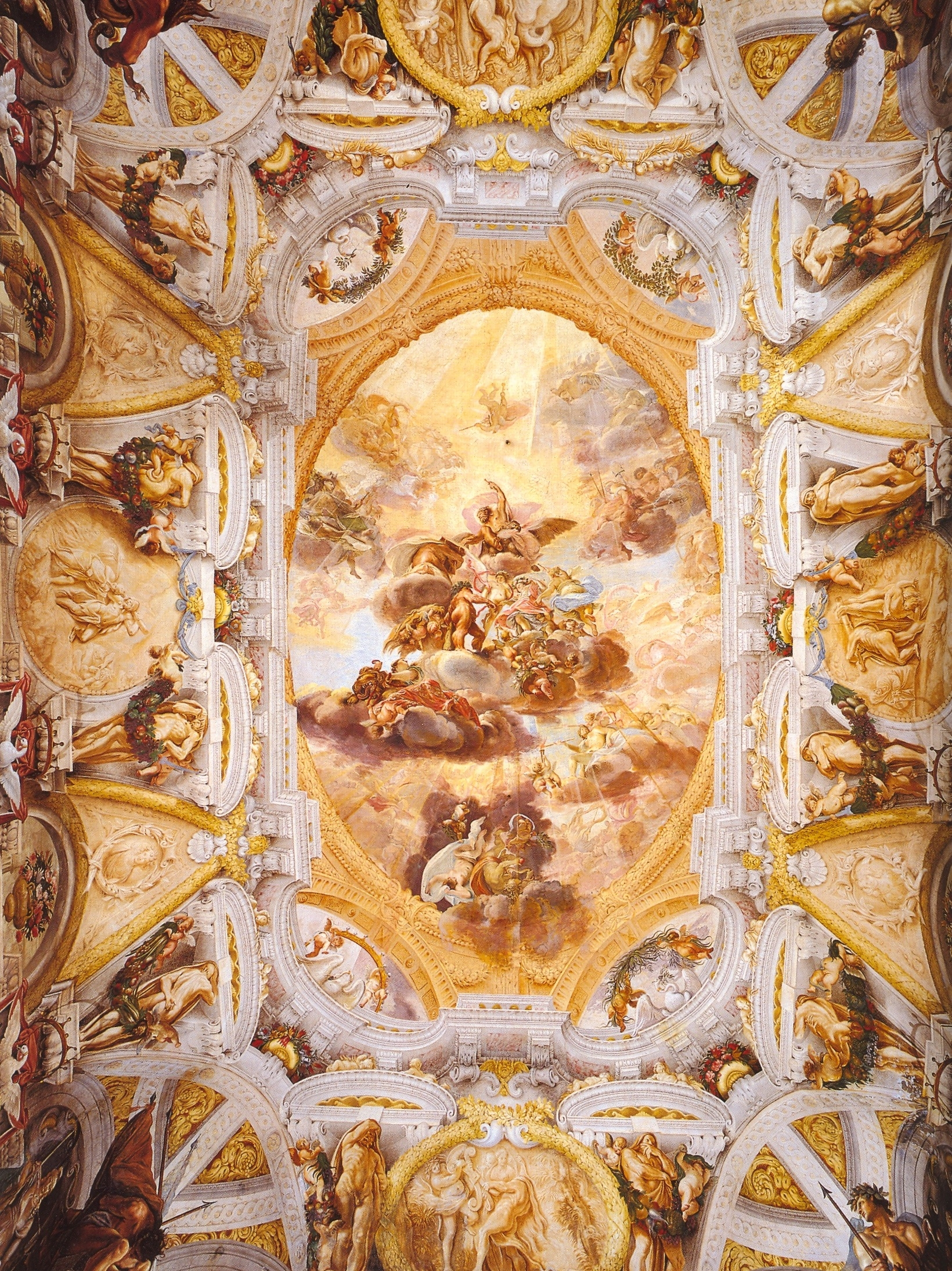
Apoteosis de Hércules, obra de Domenico Maria Canuti (figuras) y Mengazzino (perspectivas), Palazzo Pepoli Campogrande.

Domenico Santi, conocido como Mengazzino (Bolonia, 1621 - 1694), fue un pintor y grabador  italiano especializado en la quadratura (pintura de perspectivas arquitectónicas), activo durante el período Barroco.

## Biografía
Estudió junto al gran quadraturista boloñés, Agostino Mitelli. Santi también se especializó en la pintura de perspectivas arquitectónicas, participando en diversos grandes proyectos decorativos bajo la dirección de pintores como Domenico Maria Canuti, Giuseppe Mitelli o Giovanni Antonio Burrini. Su trabajo es de gran calidad, lleno de brillantez y fantasía, siendo a veces difícil de distinguir su estilo del de su maestro Mitelli.

## Obras destacadas
- Frescos del Palazzo Masetti-Calzolari (1664, Bolonia)
  - Triunfo de Baco y Ariadna
- Frescos del Palazzo Pepoli Campogrande (1669-70, Bolonia)
  - Apoteosis de Hércules en el Olimpo
- Frescos del Pii Istituti Educativi (Bolonia)
- Frescos del Oratorio di San Rocco (Bolonia)
- Frescos de San Michele in Bosco (Bolonia)
- Frescos de Santi Vitale e Agricola (Bolonia)
- Frescos de San Colombano (Bolonia)
- Frescos de San Biagio (Bolonia)